# Lac du Mont Cenis
Der Lac du Mont Cenis ist ein Stausee in Frankreich am Col du Mont Cenis südwestlich des Gipfels Signal du Grand Mont Cenis. Er erstreckt sich über eine Länge von 4500 Metern.

## Geschichte
Der Lac du Mont Cenis existierte in kleinerer Form bereits vor seiner Aufstauung. In seiner Nähe befand sich mehrere Jahrhunderte lang ein Hospiz (eine klösterliche Herberge für die Durchreisenden). Eine erste Staumauer wurde 1921 gebaut, der heutige Staudamm wurde von 1962 bis 1968 errichtet und befindet sich am südöstlichen Ende des Sees zur italienischen Seite der Passverbindung hin. Der zweiten Aufstauung fiel das historische Hospiz zum Opfer. Oberhalb des Staudamms befindet sich auf einer Höhe von 2106 Metern das Forte Varisello.

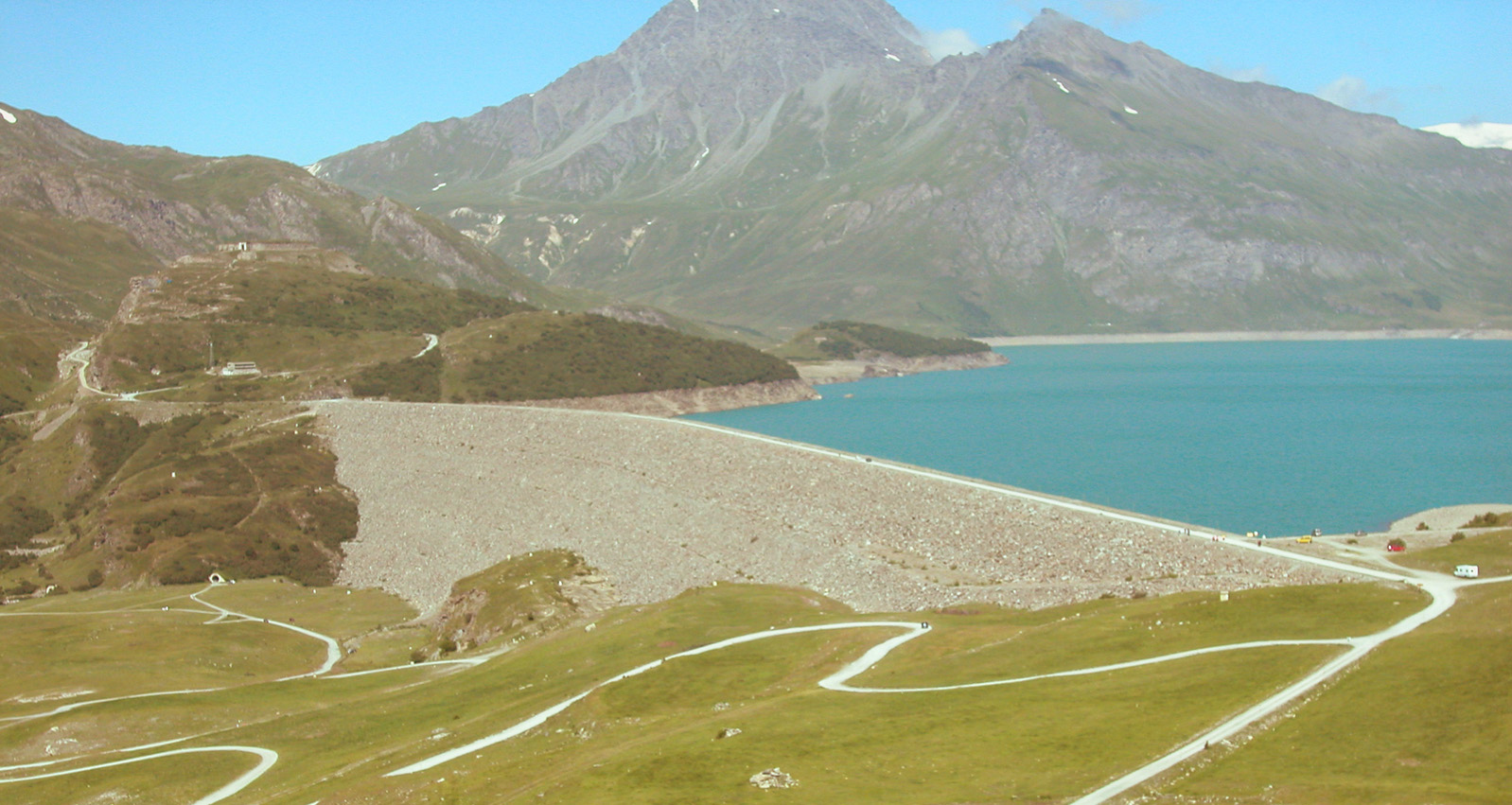
Staudamm
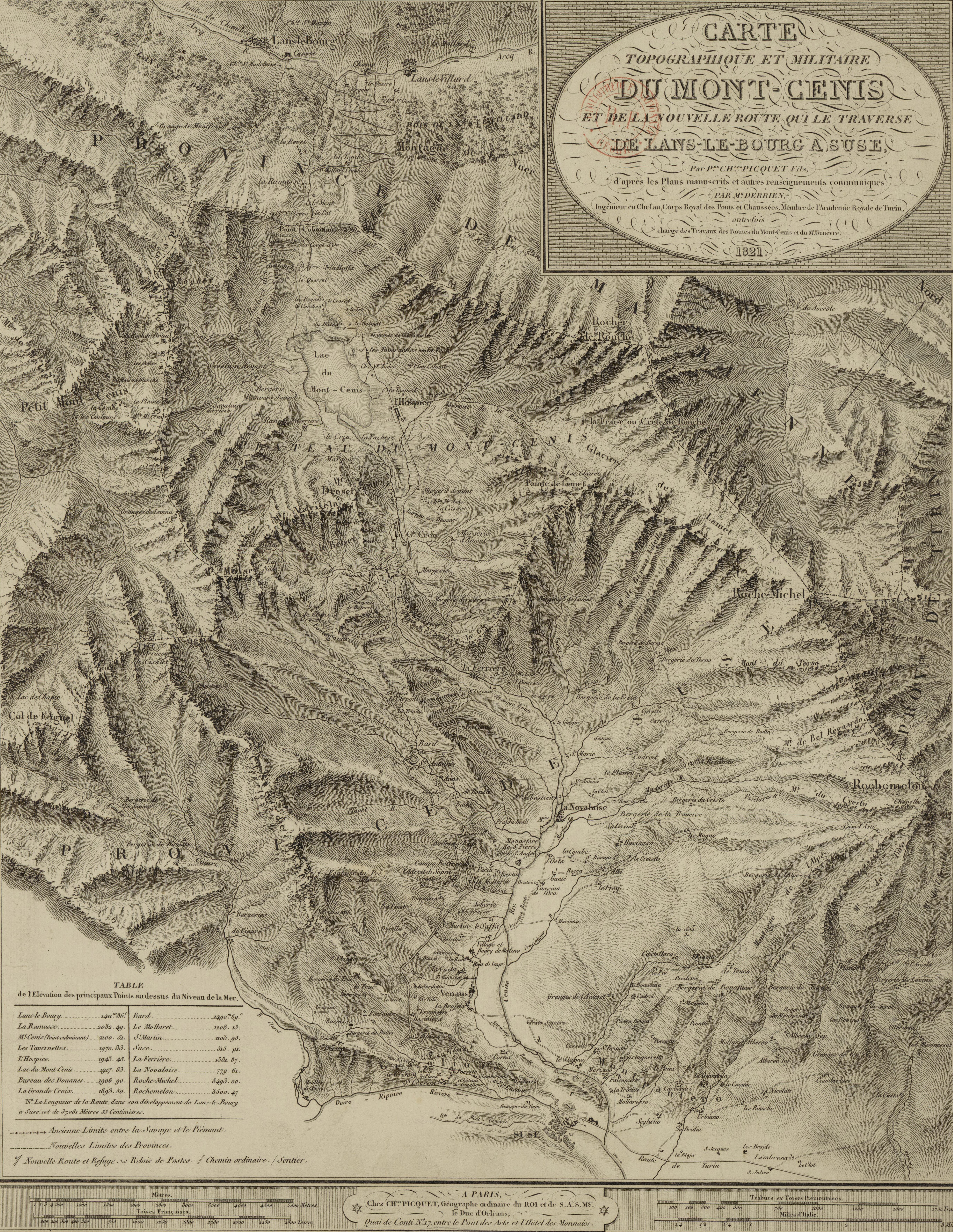
Karte von 1821 mit See und Hospiz